# Pylint
Pylint é um verificador de bugs e qualidade de código fonte para a linguagem de programação Python. Ele segue o estilo recomendado pelo PEP 8, o guia de estilo do Python.
É similar ao Pychecker mas inclui (porém não é limitado a) as seguintes funcionalidades:
- Verifica o comprimento de uma linha de código
- Verifica se nomes de variáveis estão bem formatados de acordo com seu padrão de codificação
- Verifica se interfaces declaradas estão verdadeiramente implementadas, e assim por diante.[3]

O Pylint é altamente configurável e pode ser personalizado quando necessário. Também é equipado com o módulo Pyreverse que permite que diagramas UML sejam gerados do código Python.